# Nobuyoshi Honda
Nobuyoshi Honda, né à Tokyo le 6 février 1934 et mort assassiné à Kawaguchi le 14 mars 1975, est un militant japonais de la Nouvelle Gauche. 
Il était le président de la Faction centrale de la Ligue communiste révolutionnaire du Japon – Comité national.

## Biographie
Il naît à Tokyo le 6 février 1934. Pendant la guerre du Pacifique, sa famille est évacuée dans la préfecture de Saitama, dans l’actuelle ville de Shiki. Il entre en 1946 au lycée pour garçons de la ville de Kawagoe et rejoint l’organisation de jeunesse du Parti communiste japonais, la Ligue des Jeunesses Communistes, plus tard la Ligue de la Jeunesse Démocratique du Japon. 
En avril 1953, il est admis à l’université Waseda, dans le département de droit. En avril 1954, il est transféré au département d’histoire et de littérature qu'il abandonnera en 1958. Il devient rédacteur en chef du journal de l’université, dans lequel il est très actif. Il dirige à la fois le journal de l’université et la cellule du PCJ au sein de l’université (qui compte 400 membres).
Heurté par la répression en Hongrie de 1956, il rompt avec les méthodes et l’idéologie du PCJ, les qualifiant de « staliniennes », et participe au groupe d’étude dialectique de Kuichi Kuroda à partir de 1957.
Il participe à la création de la Fédération Trotskyste du Japon, puis forme avec Kuichi Kuroda la faction « Groupe Marxiste Révolutionnaire » au sein de la Ligue Communiste Révolutionnaire du Japon, proche de la Quatrième Internationale, adoptant des positions anti-staliniennes radicales et voulant pratiquer l’entrisme dans les partis communistes et socialistes.
En 1959, Kuroda est accusé d’avoir vendu des informations à la police et au Parti Communiste sur les activités de la Ligue. Honda a toujours défendu Kuroda et a suivi Kuroda lors de son expulsion de la Ligue en août avec ses partisans du « Groupe Marxiste Révolutionnaire ». Le 31 août, Kuroda et Honda fondent la Ligue Communiste Révolutionnaire du Japon – Comité National. Kuroda est président, Honda secrétaire général. 
Lors du 3e congrès de la Ligue en 1962, une polémique idéologique a lieu entre Kuroda et Honda, les deux présentant des textes de base différents. Le débat s'amplifie durablement et en février 1963, Kuroda fait scission pour former la LCRJ-Fraction Marxiste Révolutionnaire, tandis que Honda et ses partisans, majoritaires, forment la Faction Noyau Central.
Le 27 avril 1969, Nobuyoshi Honda est arrêté pour présomption de conspiration, en vertu de la loi sur la défense nationale. Après plusieurs campagnes pour sa libération, il est finalement libéré sous caution en mars 1971.
Au petit matin du 14 mars 1975, alors qu'il dormait dans une copropriété de la ville de Kawaguchi, dans la préfecture de Saitama, il est assassiné par des membres de la Kakumaru-ha à cause de l’uchigeba, la lutte interne, fratricide, qui fait rage entre les deux organisations.

## Publications
- Une épreuve vers la victoire.
- Sélection des textes d'Honda, 7 volumes.